# Driver 8 (banda)
Driver 8 es un  grupo de música indie rock de la ciudad de El Puerto de Santa María con actividad de 1994 a 2005, considerado desde su debut como "un exponente de las nuevas tendencias de expresión musical de Andalucía" de rock americano.

## Reseña biográfica
La primera maqueta de Driver 8 - título de una canción de R.E.M. - fue "White Yellow" (1994). Sus cuatro cortes mostraban la tendencia natural del combo de El Puerto de Santa María, Cádiz hacia el rock de dibujo clásico, de tintes elegantes y asentado en un rico formato melódico. Juanlu González (bajo) y José María Millán - Borry (batería, voces) compartían entonces su tiempo con Maddening Flames, quienes han retomado la actividad en 2020.
La tarea compositora estaba cometida entonces por Dani Selma (voz, guitarra) a la vez que Borry se encargaba de los textos. Con la entrada de Víctor Navarro como compositor y arreglista (guitarra, mandolina, voces) quedó cerrada la formación fundacional. 
A finales de julio de 1996, Driver 8 terminó de grabar en los estudios ODDS SUR los seis temas de "Picture Start", un mini - CD coproducido por Paco Loco y por el mismo grupo y autofinanciado y editado en una compañía de su propio cuño, Little Big Records. "Sorry", "I don’t Care", "Heart of Cold" o las espléndidas "Never let you down", "Fine" o "My problem" se extendieron en el concepto de canción, desplegando una relación melodía - armonía que se optimizaba permanentemente, erigiéndose en uno de sus principales argumentos.
Cuatro años más tarde, en julio de 2000, tras la efímera participación de Fernando Vela (guitarra y voces) se incorporan Nacho Gómez (teclados) e Ignacio Vela (guitarra y voces) para grabar en los Estudios OSO (Chiclana de la Frontera) de la mano de Pedro Moreno, el que se convirtió en su primer trabajo de larga duración bautizado como "Stay Around". Este disco, editado de nuevo por Little Big Records y distribuido por DOCK, ofreció como resultado once nuevas canciones más profundas y personales, entre las que "Helen" o "Trade your tears" fijaban la cota. Pero la verdadera madurez de "Stay Around" llega con la presentación en diferentes salas y escenarios, pasando por diferentes puntos de la geografía española y destacando ciudades como Barcelona, Bilbao o Madrid. Es el directo donde muestran su precisión y su saber hacer, llegando a compartir las tablas teloneando a bandas como The Jayhawks, Mark Cozelek de Red House Painters, The Silos, Mark Olson & Victoria Williams o el tándem Stacey Earle y Mark Stuart. Resultado del impacto en crítica y público de esta amplia gira fue la invitación a actuar en directo en RTVE en el programa de Los conciertos de Radio 3 en septiembre de 2001.
La buena acogida dispensada al álbum impulsó los contactos plasmados en una propuesta de Hook Management (Ediciones Musicales) a finales de 2001. Se acordó que un giro hacia el español en los textos de las canciones podría beneficiar el desarrollo, en todos los sentidos, del grupo. De esta manera, Driver 8 se sumergieron en un nuevo proceso de composición, ultimando una nueva colección de canciones que registrarían de nuevo en los Estudios OSO de Pedro Moreno. Esta vez en castellano, fueron once los temas elegidos para darle forma y sentido a "Memorias del ayer" en 2004. Dotadas de mayor estudio vocal y respaldada por una sólida labor arreglística, las nuevas composiciones evidencian que Driver 8 han ensanchado sus perspectivas sin perder su personalidad. Para este álbum se contó con el apoyo de Juan Luis Monge (voz, percusión) dando paso una gira de presentación a nivel nacional.
En 2005, Driver 8 se disuelve, dando paso a la carrera individual de Dan Selma, mientras que Víctor Navarro y Juanlu González forman The Brass Buttons en ese mismo año.

## Discografía
- Picture Start (Little Big Records, 1996)
- Stay around (Little Big Records / DOCK Distribuciones, 2000)
- Memoria del Ayer (HOOK Ediciones Musicales, 2004)